# Egry Mária
Egry Mária (Nagyenyed, 1914. augusztus 15. – Budapest, 1993. december 10.) magyar színésznő.

## Életpályája
A Szegedi Egyetem bölcsészkarán folytatott tanulmányait félbeszakítva színi pályára lépett. Pünkösti Andor tanítványa lett, majd a Belvárosi Színház tagja volt 1934–1937 között. Fiatal leányfigurák népszerű, kedves, de nem túlságosan színes alakítója az 1930-as évek közepétől. Mint Martonffy Emil filmrendező felesége, főként az ő filmjeiben szerepelt 1935–1944 között. 1937–38-ban a Művész Színház tagja volt.
Legismertebb alakításai: Az aranyember (1936) Noémije és a Kerek Ferkóban (1943) a polgármester bölcsészdoktor leánya.

## Színházi szerepei
- Benatzky: Esernyős király....Suzanne
- Scribe: Egy pohár víz....Abigail
- Tamás I.: Aranyhal....Darinka

## Filmjei
- Az új földesúr (1935)
- Az aranyember (1936)
- Pogányok (1937)
- Pergőtűzben! (1937)
- Nehéz apának lenni (1938)
- Péntek Rézi (1938)
- Varjú a toronyórán (1938)
- Fehérvári huszárok (1939)
- Érik a búzakalász (1939)
- Álomsárkány (1939)
- Nem loptam én életemben (1939)
- Pepita kabát (1940)
- Egy bolond százat csinál (1942)
- Kerek Ferkó (1943)
- Harmatos rózsaszál (1943)
- Szerelmes szívek (1944)
- Egy pofon, egy csók (1944)
- Apa (1966)